# Cytherella kornickeri
Cytherella kornickeri is een mosselkreeftjessoort uit de familie van de Cytherellidae. De wetenschappelijke naam van de soort is voor het eerst geldig gepubliceerd in 1986 door Maddocks.